# Biota wschodnia
Biota wschodnia, platykladus wschodni dawniej żywotnik wschodni (Platycladus orientalis (L.) Franco) – gatunek rośliny iglastej należący do rodziny cyprysowatych. Jedyny żyjący przedstawiciel rodzaju biota (rodzaj obejmuje także kopalne, mioceńskie gatunki Platycladus yunnanensis i Platycladus preorientalis). Występuje w Korei, na północnych obszarach Chin i na Rosyjskim Dalekim Wschodzie. Od dawna uprawiany w Japonii i Chinach, także rośnie zdziczały na obszarach poza naturalnym zasięgiem. Uprawiany jest także w Europie, głównie w rejonie Morza Czarnego i Śródziemnego. 

## Morfologia

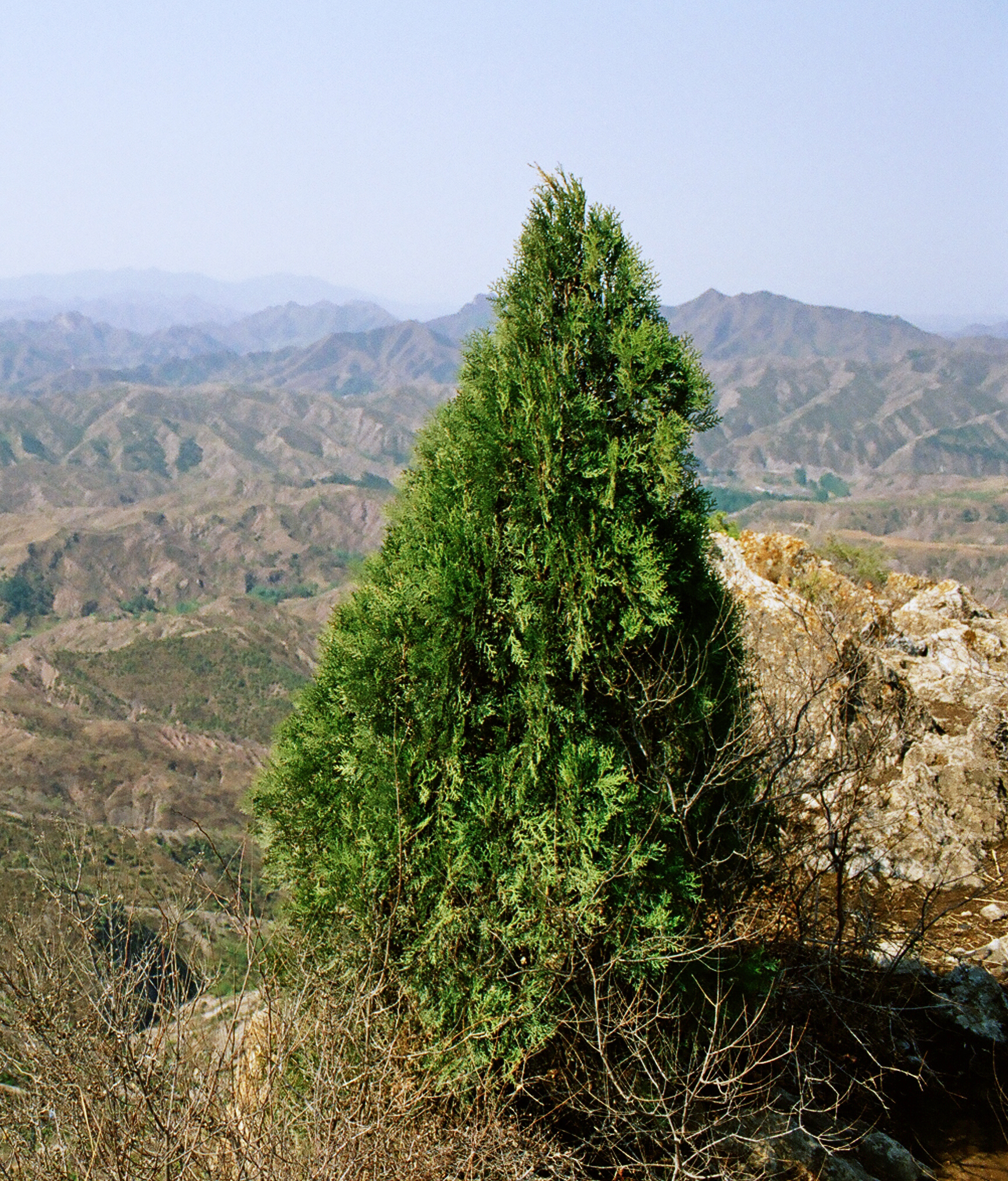
Biota wschodnia w środowisku naturalnym

PokrójWolno rosnące (po 50 latach osiąga do 10 m), niewielkie drzewa (maksymalnie do 20 m w naturze) lub duże krzewy o regularnym, zwartym pokroju za młodu i bardziej rozłożystej koronie u starszych okazów. Zwykle wytwarza kilka pni.
PędySkierowane ku górze, o wachlarzowatych rozgałęzieniach gęsto ustawionych w jednej płaszczyźnie, podobnie zabarwionych z obu stron.
LiścieŁuskowate, jednakowe po obu stronach, soczysto zielone, wąskie, długości 2–4 mm, przylegające do pędów, nakrzyżległe. Są delikatniejsze i drobniejsze niż u przedstawicieli żywotnika. Zimą często brunatnieją.
SzyszkiMęskie drobne, do 3 mm długości, powstają na szczytach gałązek. Młode szyszki żeńskie są zielone do niebieskawych, mięsiste. Osiągają do 25 mm długości. Dojrzewają po 8 miesiącach od zapylenia i  wówczas drewnieją. Łuski grube, rogowato zgięte, najczęściej jest ich 6–8. Nasiona długości 5–7 mm, bez skrzydełek.

## Właściwości chemiczne
Rośliny tego gatunku zawierają trujące tujony. Zewnętrznie działają one drażniąco na skórę; spożyte wywołują drgawki i degeneracyjne zmiany w wątrobie i nerkach, krwawienia ze śluzówki żołądka.

## Systematyka
Pierwotnie gatunek ten zaliczany był do rodzaju żywotnik pod nazwą Thuja orientalis (pol. żywotnik wschodni) lecz obecnie został wyodrębniony we własnym jednogatunkowym rodzaju Platycladus (pol. biota) z powodu różnic morfologicznych.

## Zastosowanie
- Roślina ozdobna: w Chinach drzewo święte, sadzone często na cmentarzach[7]. Poza tym gatunek sadzony jest w ogrodach, pojedynczo, w niewielkich grupach lub na żywopłoty. Szczególnie cenione są wolno rosnące, kolorowe odmiany (np. 'Aurea Nana' – żółto igielna), jedna z najbardziej znanych polskich odmian tego gatunku to odmiana 'Justyna' – zielone igły.

## Uprawa
WymaganiaPreferuje dobrze nasłonecznione, ciepłe i osłonięte miejsca o dużej wilgotności powietrza. Wytrzymały na suszę. Dobrze rośnie na glebach wilgotnych, zasobnych w wapń. Wymaga stanowisk osłoniętych od wiatru. Odczyn gleby najlepiej lekko kwaśny. W chłodniejszych rejonach kraju może przemarzać na zimę, dlatego młodsze rośliny należy zabezpieczać na zimę. Strefa mrozoodporności 6B.
Sposób uprawyRośliny tego gatunku rozmnażane są z nasion lub sadzonek, które należy pobierać z „piętką”. Nasiona zbiera się w październiku i listopadzie, wysiewa w kwietniu, po uprzedniej 3–4 tygodniowej stratyfikacji. Przez zimę siewki należy starannie chronić przed mrozem. Rozmnażanie przez sadzonkowanie stosowane jest przy rozmnażaniu wyselekcjonowanych odmian, w celu zachowania ich cech odmianowych.